# Gaius de Gaay Fortman
Wilhelm Friedrich de Gaay Fortman, dit Gaius de Gaay Fortman, né le 8 mai 1911 à Amsterdam et mort le 29 mars 1997 à La Haye, est un fonctionnaire, universitaire et homme politique néerlandais membre de l'Appel chrétien-démocrate (CDA).

## Biographie

### Formation et vie professionnelle
Entre 1929 et 1932, il étudie le droit à l'université libre d'Amsterdam (VU), où il est diplômé. Il commence à travailler en 1934, comme fonctionnaire au bureau de la crise agricole du ministère des Affaires économiques. Il obtient son doctorat en droit de la VU deux ans plus tard.
En 1938, il rejoint le ministère des Affaires sociales et occupe un poste au département de l'assurance chômage. Il est promu directeur du département des relations industrielles en 1945. Il quitte l'administration en 1947 pour exercer le métier de professeur universitaire. Il enseigne alors pendant 26 ans le droit privé et le droit du travail à l'université libre d'Amsterdam.

### Vie politique

#### Informateur et sénateur
Membre du Parti antirévolutionnaire (ARP), il est appelé par la reine Juliana pour une mission d'information le 22 août 1956. Plus de deux mois ont alors passé depuis les élections législatives et aucune majorité ne se dessine. Il est donc retenu pour tenter d'influer sur les partis confessionnels pour soutenir la reconduction du travailliste Willem Drees. Il rend son mandat après 25 jours, sans esquisser de solution, mais Drees parviendra finalement à conserver le pouvoir avec l'appui des chrétiens-démocrates.
Il se présente aux élections sénatoriales du 3 août 1960 et se trouve élu sénateur à la Première Chambre des États généraux. À peine quatre mois plus tard, le 27 décembre, la souveraine lui confie une nouvelle mission d'information après que le cabinet de Jan de Quay a démissionné du fait du vote par la Seconde Chambre des États généraux d'une motion de l'ARP à laquelle s'opposait le gouvernement. Sa mission est un succès et le 2 janvier 1960 l'exécutif revient sur sa démission. À la suite des élections sénatoriales du 29 avril 1971, il est porté à la présidence du groupe des sénateurs de l'ARP, qui compte sept sièges sur 75.

#### Ministre et informateur
Le 11 mai 1973, Gaius de Gaay Fortman est nommé à 62 ans ministre des Affaires intérieures et ministre pour les Affaires du Suriname et des Antilles néerlandaises dans le cabinet de coalition du Premier ministre travailliste Joop den Uyl. À ce poste, il supervise notamment l'indépendance du Suriname le 25 novembre 1975. À partir du 8 septembre 1977, il exerce également les fonctions de vice-Premier ministre et ministre de la Justice en remplacement de Dries van Agt.
Il retrouve son mandat sénatorial quelques jours plus tard, et refuse d'entrer dans le premier gouvernement de coalition de Van Agt. Il reprend en même temps son poste d'enseignement à la VU, qu'il conserve jusqu'en 1979.
Devenu membre de l'Appel chrétien-démocrate (CDA) en octobre 1980, il n'est pas réélu sénateur en juin 1981. Le 20 août, il est pourtant choisi comme informateur par la reine Beatrix pour permettre à Dries van Agt de se maintenir au pouvoir avec le soutien des travaillistes. Les discussions se concluent sur un succès et il remet son rapport le 1er septembre. Le cabinet Van Agt II est formé neuf jours après.
Il quitte alors la vie politique.

### Vie privée
Membre du christianisme réformé, il est marié et père de cinq enfants. Après que son fils Bas de Gaay Fortman est entré en politique, au sein du Parti politique des radicaux (PPR), il reçoit le surnom de « Papa Gaay ».